# By distrikt
By distrikt är ett distrikt i Avesta kommun och Dalarnas län. Distriktet ligger omkring Horndal i sydöstra Dalarna.

## Tidigare administrativ tillhörighet
Distriktet inrättades 2016 och utgörs av en del av området som Avesta stad omfattade till 1971, delen som före 1967 utgjorde By socken.
Området motsvarar den omfattning By församling hade vid årsskiftet 1999/2000. 

## Tätorter och småorter
I By distrikt finns en tätort och fyra småorter.

### Tätorter
- Horndal

### Småorter
- By
- Fornby
- Hede
- Näs bruk

## Befolkningsutveckling
| Befolkningsutvecklingen i By distrikt 2015–2022 | Befolkningsutvecklingen i By distrikt 2015–2022 | Befolkningsutvecklingen i By distrikt 2015–2022 | Befolkningsutvecklingen i By distrikt 2015–2022 | Befolkningsutvecklingen i By distrikt 2015–2022 |
| --- | ----------------------------------------------- | ----------------------------------------------- | ----------------------------------------------- | ----------------------------------------------- |
| |                                                 |                                                 |                                                 |                                                 |
| År |                                                 |                                                 | Folkmängd                                       |                                                 |
| 2015 | 2015                                            |                                                 | 2 558                                           |                                                 |
| 2016 | 2016                                            |                                                 | 2 585                                           |                                                 |
| 2017 | 2017                                            |                                                 | 2 632                                           |                                                 |
| 2018 | 2018                                            |                                                 | 2 566                                           |                                                 |
| 2019 | 2019                                            |                                                 | 2 514                                           |                                                 |
| 2020 | 2020                                            |                                                 | 2 463                                           |                                                 |
| 2021 | 2021                                            |                                                 | 2 419                                           |                                                 |
| 2022 | 2022                                            |                                                 | 2 397                                           |                                                 |
| Anm: Uppgifterna avser förhållandena den 31 december varje år. Källa: Statistiska centralbyrån (SCB) – Folkmängden per distrikt, landskap, landsdel eller riket efter kön. År 2015 - 2022. |                                                 |                                                 |                                                 |                                                 |